# Jonathan Ames
Jonathan Ames (Nueva York, 23 de marzo de 1964) es un escritor estadounidense. Autor de varias novelas y memorias cómicas, fue columnista del New York Press desde 1997 hasta el 2000 y es conocido por sus historias autodegradantes sobre sus aventuras sexuales, de las que habla sin tapujos.
También fue boxeador durante una época y aparecía en el ring como “El arenque asombroso”.. En 2009 creó la serie de televisión Bored to Death, que se emitió en la cadena estadounidense HBO hasta 2011 y que protagonizaron Jason Schwartzman, Zach Galifianakis y Ted Danson.

## Publicaciones
Ames es el autor de I Pass Like Night (1989), The extra man (1998), y ¡Despierte, señor! (2004), "una novela desternillante" según el New York Times y que es un claro homenaje a P. G. Wodehouse. En septiembre de 2008, Jonathan Ames publicó The alcoholic, su primera incursión en la novela gráfica. Un fragmento fue incluido en "Los mejores cómics estadounidenses 2010".
Sus columnas en el New York Press, en las que hablaba de neurosis de su infancia y de sus experiencias inusuales, escritas en la línea de la tradición de Charles Bukowski, se recopilaron en cuatro libros de ficción: What’s Not to Love?: The Adventures of a Mildly Perverted Young (2000), My less than secret life (2002), I love you more than you know (2006) y The Double Life is Twice as Good: Essays and Fiction (2009).
Ames desencadenó una pequeña polémica con un artículo que escribió para la revista Slate donde aseguró que el edificio del Williamsburg Bank de Brooklyn, en Nueva York, era el edificio más fálico del mundo.

## Otros medios
En 1999 se dio a conocer como cómico en la escena neoyorquina gracias a su espectáculo "Oedipussy" y se convirtió en un monologuista habitual de The Moth. Fue colaborador del programa The Late Show de David Letterman y en 2001 protagonizó The girl under the waves, una película experimental basada en la improvisación.
En 2004 la cadena de televisión Showtime encargó a Ames el desarrollo de un episodio piloto basado en sus escritos y que se llamaría What’s Not to Love? y donde el propio Ames se interpretó a sí mismo. También actuó en The Great Buck Howar, dirigida por Sean McGinly y protagonizada por John Malkovich, que se estrenó en el festival de Sundance en 2008.
En 2009 creó la serie Bored to Death para la cadena estadounidense HBO; el protagonista, Jonathan Ames (interpretado por Jason Schwartzman) es un novelista judío (como el Jonathan Ames de verdad) que está viviendo una crisis creativa y que decide ofrecer sus servicios como detective privado sin licencia en Craigslist. Ames apareció como estrella invitada durante la segunda temporada, protagonizando una escena totalmente desnudo. El 20 de diciembre de 2011 la cadena norteamericana anunció la cancelación de Bored to Death tras emitir su tercera temporada.
Una de las novelas de Jonathan Ames, El acompañante, fue llevada al cine en 2010 y protagonizada por Kevin Kline, John C. Reilly, Katie Holmes y Paul Dano.

### Novelas
- Pass Like Night (1989)
- El acompañante (The extra man, Scribner, 1998)
- ¡Despierte, señor! (Wake up, Sir!, Scribner, 2004)
- En realidad, nunca estuviste aquí (You were never really here, Byliner, 2013. Versión ampliada en 2018.)
- Un hombre llamado muñeca (A Man Named Doll, 2021)
- The Wheel of Doll (2022). Premio Shamus a la mejor novela 2023.

### Ensayos
- What's Not to Love?: The Adventures of a Mildly Perverted Young Writer (2000)
- My less than secret life (2002)
- I love you more than you know (2006)
- Bored to Death (The Double Life is Twice as Good: Essays and Fiction, Scribner, 2009)

### Antologías
- Sexual Metamorphosis: An anthology of transsexual memoirs (2005)

### Novelas gráficas
- The Alcoholic, con Dean Haspiel (2008)

### Televisión
- Bored to Death (Creador/Escritor/Productor/Actor, 2009-2011)